# Tank (videogioco 1974)
Tank è un videogioco arcade sviluppato e pubblicato da Kee Games nel 1974. Il gioco è famoso perché fu grazie al suo successo commerciale che Atari svelò la proprietà "segreta" di Kee Games, reincorporandola in Atari e pubblicando il gioco anche con il proprio marchio, salvandosi dalla bancarotta.

## Modalità di gioco
In Tank, come si evince dal nome, vengono comandati due carri armati da altrettanti giocatori (il gioco funzionava soltanto in modalità multiplayer). I carri vengono posizionati agli angoli di un labirinto dove i giocatori li muovono eludendo alcune mine posizionate casualmente e i colpi dell'avversario.
Scopo del gioco è quello di realizzare il punteggio più alto nel tempo concesso: per fare punti il giocatore doveva distruggere o il carro dell'avversario o le mine sparse nel labirinto, stando ovviamente attendo a non essere distrutto a sua volta. Per controllare i carri entrambi i giocatori hanno a disposizione due leve, che richiamavano quelle di manovra dei carri armati d'epoca: muovendole entrambe in avanti, il carro avanza, muovendole entrambe indietro il carro indietreggia, muovendo quella di sinistra in avanti e quella di destra indietro il carro sterza a sinistra, e viceversa.

## Tecnologia
Se a Gran Trak 10 si deve riconoscere il primato dell'uso delle memorie ROM a diodi nei videogiochi arcade, a Tank va quello dell'uso delle ROM su chip per memorizzare i dati di gioco.

## Varianti e cloni
La cartuccia Combat per l'Atari 2600 offre diverse varianti del gioco Tank.
La console Coleco Telstar Combat!, del 1977, offre 4 versioni del gioco Tank tramite un chip dedicato prodotto da General Instrument, l'AY-3-8700.

## Versioni successive
- Tank II (1974): identico a Tank, tranne che nella circuiteria: la nuova scheda madre utilizzata offre la possibilità di modificare vari aspetti del gioco semplicemente intervenendo su dei jumper
- Viene a volte citata l'esistenza di un Tank III, ma sembra trattarsi di un errore. Da non confondere con TNK III della SNK.
- Tank 8 (1976): versione a colori per 8 giocatori basato sulla CPU Motorola 6800
- Ultra Tank (1978): versione simile al primo Tank con la differenza che il campo di battaglia può anche essere libero da ostacoli ed i carri armati visibili oppure invisibili, secondo le impostazioni del gioco. Ultra Tank è basato sulla CPU MOS 6502
- Battlezone (1980): disegnato da Ed Rotberg, il gioco utilizzava la grafica vettoriale ed una prospettiva in prima persona con un'ambientazione 3D. Il giocatore adesso poteva anche competere contro avversari controllati dal computer.